# Miroslav Mareček
Miroslav Mareček (21. září 1954 Kyjov – 7. října 2008 Kyjov) byl český disident, signatář Charty 77 a hladovkář.

## První hladovka
První hladovku držel již před listopadem 1989. Pracoval ve sklárnách, později jako topič v kotelně, kde na tiskárně množil a rozšiřoval prohlášení Několik vět, které bylo svým zaměřením neslučitelné s totalitním režimem a jeho signatáři žádali o reformu státní správy. Byla u něj udělána prohlídka a StB nalezla tiskárnu. Byl převezen k výslechu a obviněn z pobuřování. Proti obvinění držel od září 1989 svoji první hladovku. Po 35 dnech ho příslušníci VB odvlekli násilím do nemocnice. Později byl převezen do psychiatrické léčebny, kde byl označen za nesvéprávného. Prohlášení Několik vět rozšiřoval v Kyjově a okolí spolu s chartistou Petrem Kozánkem.

## Hladovka po listopadu 1989
Na začátku roku 1992 držel hladovku s požadavkem potrestání lidí odpovědných za trestní stíhání šiřitelů petice Několik vět, bez jídla vydržel údajně zhruba devadesát dní. Tehdy prý navíc odmítal platit zdravotní pojištění VZP. Dluh byl vymáhán strážníky a soudním vykonavatelem, na které se nebál vytáhnout mačetu, za což dostal nepodmíněný trest. Sám Mareček pak naopak zažaloval strážníky, že neoprávněně vnikli do jeho bytu, a žádal odškodné ve výši dvacet tisíc korun. Svým postojem dokázal přilákat i pozornost z vysoké politiky tehdejšího Československa. V Kyjově ho navštívil třeba šéf generální prokuratury Jiří Šetina nebo dokonce místopředseda federální vlády Jozef Mikloško.
V roce 2006 svoji situaci komentoval pro tisk jako boj s větrnými mlýny: „Byl to boj s větrnými mlýny, ale myslím, že to svůj význam mělo, i když já jsem na tom rozhodně jenom tratil.“

## Závěr
Nakonec nedosáhl splnění svých požadavků, nýbrž jen relativní mediální slávy v Československu. Byl prvním hladovkářem, který přitáhl pozornost i samotného prezidenta Václava Havla, novinářů a na jeho podporu se dokonce po několik týdnů konaly demonstrace pod sochou sv. Václava na Václavském náměstí, kde jeho podporovatelé drželi také hladovku. Stáhl se tedy do ústraní a žil nejdříve se svojí matkou, poté již zcela osaměle a s nikým se nestýkal. Jeho dům byl nakonec zcela zpustlý. Zpustle působil nakonec i Miroslav Mareček. Zemřel v roce 2008 a jeho tělo bylo nalezeno až po několika týdnech, vyprahlé jako mumie.